# Orion Music + More
L'Orion Music + More è stato un festival creato dal gruppo musicale thrash metal statunitense Metallica.
La prima edizione del festival è stata annunciata dal gruppo il 7 febbraio 2012 attraverso il proprio sito ufficiale, nel quale sono stati annunciati i piani per il lancio del festival e il luogo in cui si sarebbe tenuto l'evento, ovvero il Bader Field di Atlantic City (New Jersey), e le date dell'evento, il 23 e il 24 giugno 2012.
Per la prima volta i Metallica hanno portato al debutto due album interi: Ride the Lightning (segnando così il debutto dal vivo del brano Escape dopo ben 28 anni) e Metallica, quest'ultimo in realtà portato già al debutto dall'inizio del 2012.
Il 20 dicembre 2012 il gruppo ha annunciato la seconda edizione del festival, tenuta a Detroit l'8 e il 9 giugno 2013.
Secondo una dichiarazione rilasciata dal frontman James Hetfield nel mese di gennaio 2014, il festival è stato un «disastro a livello finanziario» e ciò ha portato alla cancellazione dello stesso dopo appena due edizioni.

## 2012
Alla prima edizione del festival parteciparono 36 gruppi ed artisti provenienti perlopiù dalle scene del thrash metal e dal black metal, oltre a punk, indie e rock sperimentale. I membri dei Metallica introdussero molti gruppi talvolta suonando anche con loro; il bassista Robert Trujillo per l'occasione suonò con il suo precedente gruppo, i Suicidal Tendencies.

### Lineup 2012
Per la prima edizione, i gruppi che si esibirono alla manifestazione (oltre ai Metallica) furono i seguenti:
Orion Stage
| 23 giugno                                                                                 | 24 giugno                                                        |
| - Metallica (Ride the Lightning) - Modest Mouse - The Gaslight Anthem - Lucero - Baroness | - Metallica (The Black Album) - Eric Church - Best Coast - Ghost |

Fuel Stage
| 23 giugno                                                    | 24 giugno                                                                  |
| - Arctic Monkeys - Cage the Elephant - Fucked Up - The Sword | - Avenged Sevenfold - Volbeat - Gary Clark Jr. - A Place to Bury Strangers |

Damage Inc. Stage
| 23 giugno                                                      | 24 giugno                                                                             |
| - Suicidal Tendencies - Red Fang - Kyng - Letlive - Black Tusk | - Sepultura - The Black Dahlia Murder - Torche - Landmine Marathon - Thy Will Be Done |

Frantic Stage
| 23 giugno | 24 giugno |
| - Hot Snakes - Jim Florentine - Jim Breuer Heavy Metal Comedy Tour - Don Jamieson - Roky Erickson - Wooden Shjips | - Titus Andronicus - Charred Walls of the Damned - Jim Breuer Heavy Metal Comedy Tour - Shuli Egar - Soul Rebels Brass Band - The Black Angels - Liturgy |

## 2013
Per la seconda ed ultima edizione del festival, si sono esibiti 38 gruppi e artisti, tra cui Deftones, Red Hot Chili Peppers e Infectious Grooves. Inoltre, nel primo giorno del festival, i Metallica si esibirono al Damage Inc. Stage sotto il nome di dehaan (nome derivante dal cognome dell'attore Dane DeHaan, il quale ha partecipato alle riprese del film Metallica 3D Through the Never), eseguendo per intero il primo album in studio Kill 'Em All, portando così alla prima esecuzione dal vivo della strumentale (Anesthesia) Pulling Teeth dopo la scomparsa del bassista Cliff Burton.

### Lineup 2013
Budweiser Orion Stage
| 8 giugno                                                              | 9 giugno                                                       |
| - Red Hot Chili Peppers - Rise Against - Dropkick Murphys - The Bronx | - Metallica - Deftones - The Joy Formidable - All Shall Perish |

Fuel Stage
| 8 giugno                                | 9 giugno                                                   |
| - Infectious Grooves - Tomahawk - Foals | - Gogol Bordello - Japandroids - The Dillinger Escape Plan |

Damage Inc. Stage + Van's Vert Ramp
| 8 giugno                                  | 9 giugno                                     |
| - FLAG - dehaan - Dead Sara - The Orwells | - Death - Fu Manchu - Trujillo Trio - FIDLAR |

Frantic Stage
| 8 giugno                                        | 9 giugno                                                           |
| - Silversun Pickups - Death Grips - Battlecross | - Rocket from the Crypt - Vista Chino - The Dirtbombs - Shuli Egar |

Sanitarium Stage
| 8 giugno                                                             | 9 giugno                                                    |
| - Bassnectar - Dillon Francis - Borgore - Dirtyphonics - Matt Clarke | - Destroid - Datsik - Adventure Club - 12th Planet - Calico |